# Otto IV. (Tecklenburg)
Otto IV. von Tecklenburg-Ibbenbüren († 1307) war von 1285 bis 1307 Graf von Tecklenburg-Ibbenbüren.

## Leben
Otto IV. wurde als Sohn von Otto III. von Tecklenburg und Richarde von der Mark, Tochter des Grafen Engelbert I. geboren.
Nach dem Tod des Vaters Otto III. folgte er ihm als Graf von Tecklenburg-Ibbenbüren und als Vogt von Metelen und Malgarten. Er befestigte sein Land und baute die Burgen in Cloppenburg, Bevergern, Lingen und die Schnackenburg. Weiterhin konnte er die verpfändete Tecklenburg zurückerwerben.
Er führte mehrere Fehden gegen die Bischöfe von Osnabrück und Münster sowie gegen die Grafschaft Ravensberg. Um dies zu finanzieren, verpfändete er einen Großteil der Vogtei Metelen, die ihm zu weit abgelegen lag. 1288 nahm er an der Schlacht von Worringen teil.

## Ehe und Nachkommen
Otto IV. heiratete 1296 Beatrix von Rietberg († um 1325), Tochter des Grafen Friedrich I. von Rietberg. Aus dieser Ehe stammen
- Richardis († um 1327), Erbin von Tecklenburg, verheiratet mit Günzel VI., Graf von Schwerin-Wittenburg-Boizenburg
- Otto V. († um 1328)

| Vorgänger | Amt                            | Nachfolger |
| --------- | ------------------------------ | ---------- |
| Otto III. | Graf von Tecklenburg 1285–1307 | Otto V.    |

| Personendaten    | Personendaten                                            |
| ---------------- | -------------------------------------------------------- |
| NAME             | Otto IV.                                                 |
| ALTERNATIVNAMEN  | Otto IV. von Tecklenburg-Ibbenbüren (vollständiger Name) |
| KURZBESCHREIBUNG | Graf von Tecklenburg-Ibbenbüren (1285–1307)              |
| GEBURTSDATUM     | 13. Jahrhundert                                          |
| STERBEDATUM      | 1307                                                     |